# Sportfreunde Forchheim
Der FV Sportfreunde Forchheim 1911 e.V. ist ein deutscher Fußballverein mit Sitz im Rheinstettener Stadtteil Forchheim im baden-württembergischen Landkreis Karlsruhe.

## Geschichte
Bereits 1909 gründete sich ein Club mit dem Namen „Immerfroh“, dieser wurde dann offiziell am 20. Mai 1911 in den Sportclub Sportfreunde Forchheim umgewandelt. Im Jahr 1921 gelang dann der Aufstieg in die B-Klasse, im Jahr 1924 folgte der Aufstieg in die A-Klasse. Erst 1925 folgte schließlich auch der Eintrags ins Vereinsregister. Danach sollte es bis 1932 dauern, bis die Kreismeisterschaft erreicht werden konnte.
Als Sieger der 1. Klasse Staffel Mittelbaden durfte die Mannschaft nach der Saison 1943/44 an der Aufstiegsrunde zur Gauliga Baden teilnehmen. Mit 5:3 Punkten und 10:6 Toren gelang dann in der Gruppe Süd auch der erste Platz. In der nächsten Saison fand dann in Südbaden jedoch bereits kein Spielbetrieb mehr statt.

### Nachkriegszeit
Nach dem Ende des Zweiten Weltkriegs wurde eine Sportgemeinschaft mit der Freien Turnerschaft Forchheim gegründet, diese wurde jedoch bereits ein Jahr später wieder aufgelöst. Im Jahr 1951 gelang dann der Aufstieg in die 2. Amateurliga. Nach der Saison 1954/55 gelang die Staffelmeisterschaft und der darauf folgende Aufstieg in die 1. Amateurliga Nordbaden zur darauf folgenden Saison.
Mit 31:33 Punkten konnte dort dann auch mit dem 9. Platz die Klasse locker gehalten werden. Mit 21:39 konnte dann in der Spielzeit 1956/57 dann jedoch nur knapp über den 14. Platz die Ligazugehörigkeit gehalten werden. In den folgenden Jahren ging es dann immer abwechselnd zwischen Mittelfeld und Abstiegszone umher. Jedoch konnte immer die Klasse dann auch gehalten werden. Erst am Ende der Saison 1961/62 musste die Mannschaft dann schließlich mit 15:45 Punkten über den 16. Platz der Gang in die 2. Amateurliga angetreten werden.
Der Abstieg in die A-Klasse sollte dann im Jahr 1973 folgen. Nach der Meisterschaft im Jahr 1977 durfte die Mannschaft zur nächsten Saison dann an der neugegründeten Bezirksliga teilnehmen. Von dort aus gelang dann nach der Saison 1983/84 auch der Aufstieg in die Landesliga Mittelbaden.

### Fahrstuhlmannschaft in der Landesliga
Dort konnten sich die Sportfreunde bis zum Jahr 1988 halten, bis wieder der Abstieg zurück in die Bezirksliga anstand. Bereits 1990 gelang dann jedoch wieder der Aufstieg in die Landesliga, dort konnte sich die Mannschaft dann bis 1998 auch halten. Nach dem Abstieg sollte es dann diesmal wiederum nur ein Jahr dauern, bis die Mannschaft wieder aufsteigen durfte. Jedoch mussten die Sportfreunde am Ende der kommenden auch gleich wieder absteigen. 2001 gelang dann ein weiteres Mal jedoch der direkte Wiederaufstieg. Dieses Mal sollte die Zeit in der Landesliga bis ins Jahr 2007 reichen. Hiernach musste die Mannschaft mit 29 Punkten über den 15. Platz wieder absteigen. Zurück in der Kreisliga Karlsruhe gelang mit 66 Punkten und dem Meistertitel aber ein weiteres Mal der Aufstieg in die Landesliga. Nach der Saison 2009/10 stand dann mit 32 Punkten ein weiteres Mal der Abstieg an.

### Verbleib in der Kreisliga
Dieses Mal gelang es aber nicht bereits nach kurzer Zeit wieder in die Landesliga zurückzukommen. Nach der Saison 2014/15 gelang mit dem zweiten Platz dann zwar noch einmal die Teilnahme an der Aufstiegsrelegation, welche zwar im ersten Spiel beim Teilnehmer aus der anderen Kreisliga, dem FC Germania Forst, zwar mit 1:2 gewonnen werden konnte. Jedoch dann am Ende am mit einer 5:3-Niederlage n. E. beim TuS Bilfingen nicht erfolgreich beendete werden konnte. Gleiches gelang dann noch einmal nach der Saison 2016/17, hier konnte sich die Mannschaft zuerst mit 4:2 n. V. gegen den FV Öschelbronn durchsetzen. scheiterte dann jedoch mit 2:1 n. E. beim FC Flehingen. Somit spielt die Mannschaft bis heute weiter in der Kreisliga.